# Iglesia de San Julián (Coaner)
La iglesia de San Julián de Coaner es un edificio religioso de la entidad de población de Coaner perteneciente al municipio de San Mateo de Bages y a la comarca catalana del Bages en la provincia de Barcelona. Es una iglesia románica incluida en el Inventario del Patrimonio Arquitectónico de Cataluña y protegida como Bien Cultural de Interés Local.

## Localización
Está situada al norte de la sierra de Castelltallat. Se accede desde la población de Suria. Viniendo de Manresa, hay que atravesar la población y, antes de volver a entrar en la C-55, hay un desvío a mano izquierda por una pista de tierra de unos 4,5 km. Al final del camino encontraremos San Julián de Coaner y justo detrás la torre del castillo de Coaner.

## Historia
La iglesia se sabe que fue consagrada en el año 1024 por el obispo Ermengol de Urgel. El edificio ha sido restaurado dos veces: una en el siglo XVI, con la fecha de 1573 en el portal de la iglesia, y la otra en el sigo XX por la diputación de Barcelona. A pesar de las restauraciones, el edificio siempre ha conservado su estructura primitiva. Se cree que la iglesia, al pie de la torre, era una mezquita.

## Descripción
El edificio de la iglesia es románica-lombarda y de planta basilical cuadrada .debido a motivos de espacio., que presenta tres naves, separadas por tres arcos que descansan sobre pilares cruciformes, proyectadas en tres ábsides adornados exteriormente por arcos lombardos. Destaca el campanario situado a los pies de la nave central, de torre cuadrada con ventanas geminadas en dos caras y sencillas en las otras dos. La decoración externa llena las naves laterales, el frontispicio y el ábside. El material utilizado es el sillar y se aprecia que toda la configuración del edificio obedece al sistema de construcción en ladrillo, originario del románico. El ábside y absidiolos laterales se manifiestan como el resultado de la prolongación de las tres naves, y cuentan con una ventana central. El ábside presenta una doble decoración de ventanas ciegas y de arcos, mientras que la cornisa está formada por pequeños nichos ciegos. En las absidiolos también se pueden observar decoraciones de arcos ciegos lombardos trabajados en unidades de dos. El trabajo de decoración, sin embargo, es rústico. La iglesia de San Julián de Coaner es particularmente interesante desde el punto de vista arqueológico, y es objeta de atención por parte de este colectivo.